# Сірководневе джерело (Косівський район)
Сірководне́ве джерело́ — гідрологічна пам'ятка природи місцевого значення в Україні. Розташована на території Косівського району Івано-Франківської області, неподалік від смт Кути і міста Косів. 
Площа 5 га. Статус отриманий у 1996 році. Перебуває у віданні ДП «Кутське лісове господарство»
(Косівське л-во, кв. 16, вид. 7, 18). 